# Campeonato Ecuatoriano de Fútbol Serie B 2001
El Campeonato Ecuatoriano de Fútbol Serie B 2001, conocido oficialmente como «Campeonato Nacional de Fútbol Serie B 2001», fue la 24.ª edición de la Serie B del Campeonato nacional de fútbol profesional en Ecuador, mientras que fue la 37.ª edición incluyendo los torneos cortos conocidas como etapas. El torneo fue organizado por la Federación Ecuatoriana de Fútbol y contó con la participación de diez clubes de fútbol. El campeón del certamen fue Liga Deportiva Universitaria.
En este torneo se incorporó UDJ, campeón de la Segunda Categoría de 2000; además de los descendidos de la Serie A: Técnico Universitario tras 1 año de permanencia en la misma y Liga Deportiva Universitaria (que descendió por segunda vez desde su ascenso en la segunda etapa de la Serie B de 1978).
Por tercera vez, los equipos del Guayas no jugaron en la Serie B.

## Desarrollo

### Competición
Por segundo año consecutivo, se repitió exactamente el formato previo: un torneo de 36 fechas por el sistema de todos contra todos a dos etapas, ida y vuelta.

### Ascensos
El campeón y el subcampeón de la temporada ascendieron directamente a la Serie A.

### Descenso
El último club de la tabla de posiciones descendió a la Segunda Categoría.

## Relevo anual de clubes
| Pos  | Descendidos de la Serie A |
| ---- | ------------------------- |
| 9.º  | Liga de Quito             |
| 10.º | Técnico Universitario     |

| Pos | Ascendidos de la Serie B |
| --- | ------------------------ |
| 1.º | Liga de Portoviejo       |
| 2.º | Delfín                   |

| Pos  | Descendido de la Serie B |
| ---- | ------------------------ |
| 10.º | Panamá                   |

| Pos | Ascendido de la Segunda Categoría |
| --- | --------------------------------- |
| 1.º | UDJ                               |

## Datos de los clubes
Tomaron parte en las competición 10 equipos, entre ellos se destaca el retorno de los históricos Liga Deportiva Universitaria de Quito, tras 23 años ausente de la categoría y Club Técnico Universitario, tras 2 años ausente de la categoría.
| Equipo                | Ciudad | Provincia  |
| --------------------- | --- | ---------- |
| Audaz Octubrino       | Machala | El Oro     |
| Deportivo Cuenca      | Cuenca | Azuay      |
| Deportivo Quevedo     | Quevedo | Los Ríos   |
| Deportivo Saquisilí   | [[Archivo:\|class=notpageimage noviewer\|20x20px\|border\|Bandera de Latacunga]] Latacunga                        | Cotopaxi   |
| Esmeraldas Petrolero  | [[Archivo:\|class=notpageimage noviewer\|20x20px\|border\|Bandera de Esmeraldas (Ecuador)]] Esmeraldas            | Esmeraldas |
| Liga de Quito         | Quito | Pichincha  |
| Santa Rita            | Vinces / [[Archivo:\|class=notpageimage noviewer\|20x20px\|border\|Bandera de Babahoyo]] Babahoyo                 | Los Ríos   |
| Técnico Universitario | Ambato | Tungurahua |
| UDJ                   | Quinindé / [[Archivo:\|class=notpageimage noviewer\|20x20px\|border\|Bandera de Esmeraldas (Ecuador)]] Esmeraldas | Esmeraldas |
| Universidad Católica  | Quito | Pichincha  |

## Resultados

### Primera etapa
| Fecha 1       | Fecha 1               | Fecha 1   | Fecha 1              |
| Fecha         | Equipo Local          | Resultado | Equipo Visitante     |
| ------------- | --------------------- | --------- | -------------------- |
| 16 de febrero | Deportivo Cuenca      | 3 - 1     | Esmeraldas Petrolero |
| 18 de febrero | Liga de Quito         | 3 - 1     | Audaz Octubrino      |
| 18 de febrero | Técnico Universitario | 1 - 0     | Santa Rita           |
| 18 de febrero | UDJ                   | 2 - 2     | Deportivo Saquisilí  |
| 18 de febrero | Deportivo Quevedo     | 2 - 1     | Universidad Católica |

| Fecha 2       | Fecha 2              | Fecha 2   | Fecha 2               |
| Fecha         | Equipo Local         | Resultado | Equipo Visitante      |
| ------------- | -------------------- | --------- | --------------------- |
| 23 de febrero | Audaz Octubrino      | 3 - 1     | Deportivo Quevedo     |
| 24 de febrero | Universidad Católica | 3 - 0     | UDJ                   |
| 24 de febrero | Esmeraldas Petrolero | 0 - 0     | Técnico Universitario |
| 24 de febrero | Santa Rita           | 2 - 2     | Liga de Quito         |
| 24 de febrero | Deportivo Saquisilí  | 1 - 1     | Deportivo Cuenca      |

| Fecha 3    | Fecha 3               | Fecha 3   | Fecha 3              |
| Fecha      | Equipo Local          | Resultado | Equipo Visitante     |
| ---------- | --------------------- | --------- | -------------------- |
| 2 de marzo | Técnico Universitario | 1 - 0     | Deportivo Saquisilí  |
| 3 de marzo | Santa Rita            | 3 - 2     | Esmeraldas Petrolero |
| 4 de marzo | Liga de Quito         | 3 - 0     | Deportivo Quevedo    |
| 4 de marzo | Deportivo Cuenca      | 0 - 0     | Universidad Católica |
| 4 de marzo | UDJ                   | 2 - 1     | Audaz Octubrino      |

| Fecha 4     | Fecha 4              | Fecha 4   | Fecha 4               |
| Fecha       | Equipo Local         | Resultado | Equipo Visitante      |
| ----------- | -------------------- | --------- | --------------------- |
| 10 de marzo | Esmeraldas Petrolero | 2 - 2     | Liga de Quito         |
| 10 de marzo | Deportivo Saquisilí  | 3 - 2     | Santa Rita            |
| 11 de marzo | Universidad Católica | 1 - 2     | Técnico Universitario |
| 11 de marzo | Deportivo Quevedo    | 4 - 3     | UDJ                   |
| 11 de marzo | Audaz Octubrino      | 2 - 2     | Deportivo Cuenca      |

| Fecha 5     | Fecha 5               | Fecha 5   | Fecha 5              |
| Fecha       | Equipo Local          | Resultado | Equipo Visitante     |
| ----------- | --------------------- | --------- | -------------------- |
| 16 de marzo | Técnico Universitario | 1 - 3     | Audaz Octubrino      |
| 16 de marzo | Deportivo Cuenca      | 3 - 1     | Deportivo Quevedo    |
| 17 de marzo | Esmeraldas Petrolero  | 2 - 2     | Deportivo Saquisilí  |
| 17 de marzo | Santa Rita            | 3 - 2     | Universidad Católica |
| 18 de marzo | Liga de Quito         | 5 - 1     | UDJ                  |

| Fecha 6     | Fecha 6              | Fecha 6   | Fecha 6               |
| Fecha       | Equipo Local         | Resultado | Equipo Visitante      |
| ----------- | -------------------- | --------- | --------------------- |
| 24 de marzo | Universidad Católica | 6 - 0     | Esmeraldas Petrolero  |
| 24 de marzo | Deportivo Saquisilí  | 2 - 2     | Liga de Quito         |
| 24 de marzo | Audaz Octubrino      | 0 - 0     | Santa Rita            |
| 25 de marzo | UDJ                  | 3 - 0     | Deportivo Cuenca      |
| 25 de marzo | Deportivo Quevedo    | 1 - 4     | Técnico Universitario |

| Fecha 7     | Fecha 7               | Fecha 7   | Fecha 7              |
| Fecha       | Equipo Local          | Resultado | Equipo Visitante     |
| ----------- | --------------------- | --------- | -------------------- |
| 30 de marzo | Técnico Universitario | 0 - 1     | UDJ                  |
| 31 de marzo | Esmeraldas Petrolero  | 1 - 1     | Audaz Octubrino      |
| 31 de marzo | Santa Rita            | 3 - 3     | Deportivo Quevedo    |
| 31 de marzo | Deportivo Saquisilí   | 5 - 1     | Universidad Católica |
| 1 de abril  | Liga de Quito         | 1 - 3     | Deportivo Cuenca     |

| Fecha 8    | Fecha 8              | Fecha 8   | Fecha 8               |
| Fecha      | Equipo Local         | Resultado | Equipo Visitante      |
| ---------- | -------------------- | --------- | --------------------- |
| 6 de abril | Deportivo Cuenca     | 1 - 1     | Técnico Universitario |
| 7 de abril | Universidad Católica | 1 - 4     | Liga de Quito         |
| 8 de abril | UDJ                  | 1 - 1     | Santa Rita            |
| 8 de abril | Deportivo Quevedo    | 2 - 1     | Esmeraldas Petrolero  |
| 8 de abril | Audaz Octubrino      | 1 - 2     | Deportivo Saquisilí   |

| Fecha 9     | Fecha 9              | Fecha 9   | Fecha 9               |
| Fecha       | Equipo Local         | Resultado | Equipo Visitante      |
| ----------- | -------------------- | --------- | --------------------- |
| 14 de abril | Esmeraldas Petrolero | 2 - 0     | UDJ                   |
| 14 de abril | Santa Rita           | 3 - 4     | Deportivo Cuenca      |
| 14 de abril | Deportivo Saquisilí  | 5 - 2     | Deportivo Quevedo     |
| 15 de abril | Liga de Quito        | 0 - 0     | Técnico Universitario |
| 15 de abril | Audaz Octubrino      | 1 - 0     | Universidad Católica  |

| Fecha 10    | Fecha 10              | Fecha 10  | Fecha 10             |
| Fecha       | Equipo Local          | Resultado | Equipo Visitante     |
| ----------- | --------------------- | --------- | -------------------- |
| 21 de abril | Universidad Católica  | 5 - 0     | Audaz Octubrino      |
| 22 de abril | Técnico Universitario | 2 - 2     | Liga de Quito        |
| 22 de abril | Deportivo Cuenca      | 1 - 1     | Santa Rita           |
| 22 de abril | UDJ                   | 2 - 4     | Esmeraldas Petrolero |
| 22 de abril | Deportivo Quevedo     | 2 - 0     | Deportivo Saquisilí  |

| Fecha 11    | Fecha 11              | Fecha 11  | Fecha 11             |
| Fecha       | Equipo Local          | Resultado | Equipo Visitante     |
| ----------- | --------------------- | --------- | -------------------- |
| 28 de abril | Esmeraldas Petrolero  | 1 - 0     | Deportivo Quevedo    |
| 28 de abril | Santa Rita            | 1 - 1     | UDJ                  |
| 28 de abril | Técnico Universitario | 0 - 2     | Deportivo Cuenca     |
| 28 de abril | Deportivo Saquisilí   | 3 - 0     | Audaz Octubrino      |
| 29 de abril | Liga de Quito         | 2 - 2     | Universidad Católica |

| Fecha 12  | Fecha 12             | Fecha 12  | Fecha 12              |
| Fecha     | Equipo Local         | Resultado | Equipo Visitante      |
| --------- | -------------------- | --------- | --------------------- |
| 4 de mayo | Deportivo Cuenca     | 1 - 3     | Liga de Quito         |
| 5 de mayo | Universidad Católica | 2 - 3     | Deportivo Saquisilí   |
| 5 de mayo | Audaz Octubrino      | 1 - 1     | Esmeraldas Petrolero  |
| 6 de mayo | UDJ                  | 1 - 1     | Técnico Universitario |
| 6 de mayo | Deportivo Quevedo    | 1 - 1     | Santa Rita            |

| Fecha 13   | Fecha 13              | Fecha 13  | Fecha 13             |
| Fecha      | Equipo Local          | Resultado | Equipo Visitante     |
| ---------- | --------------------- | --------- | -------------------- |
| 11 de mayo | Deportivo Cuenca      | 1 - 0     | UDJ                  |
| 12 de mayo | Liga de Quito         | 0 - 3     | Deportivo Saquisilí  |
| 12 de mayo | Esmeraldas Petrolero  | 4 - 3     | Universidad Católica |
| 12 de mayo | Santa Rita            | 1 - 0     | Audaz Octubrino      |
| 13 de mayo | Técnico Universitario | 5 - 0     | Deportivo Quevedo    |

| Fecha 14   | Fecha 14             | Fecha 14  | Fecha 14              |
| Fecha      | Equipo Local         | Resultado | Equipo Visitante      |
| ---------- | -------------------- | --------- | --------------------- |
| 19 de mayo | Universidad Católica | 1 - 1     | Santa Rita            |
| 19 de mayo | Audaz Octubrino      | 0 - 1     | Técnico Universitario |
| 19 de mayo | Deportivo Saquisilí  | 7 - 3     | Esmeraldas Petrolero  |
| 20 de mayo | Deportivo Quevedo    | 0 - 1     | Deportivo Cuenca      |
| 20 de mayo | UDJ                  | 2 - 3     | Liga de Quito         |

| Fecha 15   | Fecha 15              | Fecha 15  | Fecha 15             |
| Fecha      | Equipo Local          | Resultado | Equipo Visitante     |
| ---------- | --------------------- | --------- | -------------------- |
| 25 de mayo | Deportivo Cuenca      | 1 - 0     | Audaz Octubrino      |
| 26 de mayo | Santa Rita            | 1 - 0     | Deportivo Saquisilí  |
| 27 de mayo | Liga de Quito         | 2 - 0     | Esmeraldas Petrolero |
| 27 de mayo | Técnico Universitario | 0 - 1     | Universidad Católica |
| 27 de mayo | UDJ                   | 3 - 1     | Deportivo Quevedo    |

| Fecha 16   | Fecha 16             | Fecha 16  | Fecha 16              |
| Fecha      | Equipo Local         | Resultado | Equipo Visitante      |
| ---------- | -------------------- | --------- | --------------------- |
| 2 de junio | Universidad Católica | 2 - 0     | Deportivo Cuenca      |
| 2 de junio | Esmeraldas Petrolero | 1 - 0     | Santa Rita            |
| 2 de junio | Audaz Octubrino      | 1 - 0     | UDJ                   |
| 3 de junio | Deportivo Saquisilí  | 1 - 0     | Técnico Universitario |
| 3 de junio | Deportivo Quevedo    | 1 - 1     | Liga de Quito         |

| Fecha 17    | Fecha 17              | Fecha 17  | Fecha 17             |
| Fecha       | Equipo Local          | Resultado | Equipo Visitante     |
| ----------- | --------------------- | --------- | -------------------- |
| 8 de junio  | Deportivo Cuenca      | 1 - 0     | Deportivo Saquisilí  |
| 10 de junio | Deportivo Quevedo     | 0 - 0     | Audaz Octubrino      |
| 10 de junio | UDJ                   | 1 - 1     | Universidad Católica |
| 10 de junio | Técnico Universitario | 1 - 0     | Esmeraldas Petrolero |
| 10 de junio | Liga de Quito         | 1 - 0     | Santa Rita           |

| Fecha 18    | Fecha 18             | Fecha 18  | Fecha 18              |
| Fecha       | Equipo Local         | Resultado | Equipo Visitante      |
| ----------- | -------------------- | --------- | --------------------- |
| 15 de junio | Audaz Octubrino      | 2 - 0     | Liga de Quito         |
| 16 de junio | Esmeraldas Petrolero | 2 - 1     | Deportivo Cuenca      |
| 16 de junio | Santa Rita           | 2 - 2     | Técnico Universitario |
| 16 de junio | Deportivo Saquisilí  | 1 - 0     | UDJ                   |
| 16 de junio | Universidad Católica | 5 - 0     | Deportivo Quevedo     |

### Segunda etapa
| Fecha 19    | Fecha 19              | Fecha 19  | Fecha 19            |
| Fecha       | Equipo Local          | Resultado | Equipo Visitante    |
| ----------- | --------------------- | --------- | ------------------- |
| 30 de junio | Universidad Católica  | 3 - 0     | Audaz Octubrino     |
| 30 de junio | Esmeraldas Petrolero  | 4 - 0     | Deportivo Saquisilí |
| 1 de julio  | Deportivo Cuenca      | 5 - 0     | UDJ                 |
| 1 de julio  | Técnico Universitario | 2 - 1     | Santa Rita          |
| 1 de julio  | Deportivo Quevedo     | 0 - 1     | Liga de Quito       |

| Fecha 20   | Fecha 20            | Fecha 20  | Fecha 20              |
| Fecha      | Equipo Local        | Resultado | Equipo Visitante      |
| ---------- | ------------------- | --------- | --------------------- |
| 6 de julio | Audaz Octubrino     | 2 - 1     | Deportivo Quevedo     |
| 7 de julio | Santa Rita          | 3 - 0     | Universidad Católica  |
| 7 de julio | Liga de Quito       | 2 - 0     | Esmeraldas Petrolero  |
| 7 de julio | Deportivo Saquisilí | 0 - 0     | Deportivo Cuenca      |
| 8 de julio | UDJ                 | 0 - 0     | Técnico Universitario |

| Fecha 21    | Fecha 21              | Fecha 21  | Fecha 21            |
| Fecha       | Equipo Local          | Resultado | Equipo Visitante    |
| ----------- | --------------------- | --------- | ------------------- |
| 13 de julio | Deportivo Cuenca      | 0 - 1     | Liga de Quito       |
| 13 de julio | Técnico Universitario | 0 - 0     | Deportivo Saquisilí |
| 14 de julio | Universidad Católica  | 4 - 1     | Deportivo Quevedo   |
| 14 de julio | Esmeraldas Petrolero  | 0 - 0     | Audaz Octubrino     |
| 15 de julio | Santa Rita            | 3 - 2     | UDJ                 |

| Fecha 22    | Fecha 22            | Fecha 22  | Fecha 22              |
| Fecha       | Equipo Local        | Resultado | Equipo Visitante      |
| ----------- | ------------------- | --------- | --------------------- |
| 20 de julio | Audaz Octubrino     | 2 - 3     | Deportivo Cuenca      |
| 21 de julio | UDJ                 | 2 - 0     | Universidad Católica  |
| 21 de julio | Deportivo Saquisilí | 3 - 0     | Santa Rita            |
| 21 de julio | Liga de Quito       | 1 - 0     | Técnico Universitario |
| 22 de julio | Deportivo Quevedo   | 1 - 2     | Esmeraldas Petrolero  |

| Fecha 23    | Fecha 23              | Fecha 23  | Fecha 23             |
| Fecha       | Equipo Local          | Resultado | Equipo Visitante     |
| ----------- | --------------------- | --------- | -------------------- |
| 27 de julio | Deportivo Cuenca      | 4 - 0     | Deportivo Quevedo    |
| 28 de julio | Universidad Católica  | 5 - 0     | Esmeraldas Petrolero |
| 28 de julio | Santa Rita            | 1 - 0     | Liga de Quito        |
| 29 de julio | Técnico Universitario | 3 - 1     | Audaz Octubrino      |
| 29 de julio | UDJ                   | 1 - 1     | Deportivo Saquisilí  |

| Fecha 24    | Fecha 24             | Fecha 24  | Fecha 24              |
| Fecha       | Equipo Local         | Resultado | Equipo Visitante      |
| ----------- | -------------------- | --------- | --------------------- |
| 4 de agosto | Esmeraldas Petrolero | 1 - 0     | Deportivo Cuenca      |
| 4 de agosto | Liga de Quito        | 3 - 0     | UDJ                   |
| 4 de agosto | Deportivo Saquisilí  | 2 - 0     | Universidad Católica  |
| 4 de agosto | Audaz Octubrino      | 1 - 0     | Santa Rita            |
| 5 de agosto | Deportivo Quevedo    | 2 - 1     | Técnico Universitario |

| Fecha 25     | Fecha 25              | Fecha 25  | Fecha 25             |
| Fecha        | Equipo Local          | Resultado | Equipo Visitante     |
| ------------ | --------------------- | --------- | -------------------- |
| 11 de agosto | Universidad Católica  | 2 - 0     | Deportivo Cuenca     |
| 11 de agosto | Deportivo Saquisilí   | 1 - 4     | Liga de Quito        |
| 11 de agosto | Santa Rita            | 1 - 1     | Deportivo Quevedo    |
| 12 de agosto | Técnico Universitario | 5 - 2     | Esmeraldas Petrolero |
| 12 de agosto | UDJ                   | 1 - 0     | Audaz Octubrino      |

| Fecha 26     | Fecha 26             | Fecha 26  | Fecha 26              |
| Fecha        | Equipo Local         | Resultado | Equipo Visitante      |
| ------------ | -------------------- | --------- | --------------------- |
| 17 de agosto | Audaz Octubrino      | 0 - 0     | Deportivo Saquisilí   |
| 17 de agosto | Deportivo Cuenca     | 3 - 1     | Técnico Universitario |
| 18 de agosto | Esmeraldas Petrolero | 3 - 1     | Santa Rita            |
| 18 de agosto | Liga de Quito        | 1 - 1     | Universidad Católica  |
| 18 de agosto | Deportivo Quevedo    | 2 - 1     | UDJ                   |

| Fecha 27     | Fecha 27             | Fecha 27  | Fecha 27              |
| Fecha        | Equipo Local         | Resultado | Equipo Visitante      |
| ------------ | -------------------- | --------- | --------------------- |
| 24 de agosto | Audaz Octubrino      | 2 - 1     | Liga de Quito         |
| 25 de agosto | Universidad Católica | 2 - 3     | Técnico Universitario |
| 25 de agosto | UDJ                  | 0 - 0     | Esmeraldas Petrolero  |
| 25 de agosto | Santa Rita           | 3 - 2     | Deportivo Cuenca      |
| 25 de agosto | Deportivo Saquisilí  | 2 - 0     | Deportivo Quevedo     |

| Fecha 28        | Fecha 28              | Fecha 28  | Fecha 28             |
| Fecha           | Equipo Local          | Resultado | Equipo Visitante     |
| --------------- | --------------------- | --------- | -------------------- |
| 31 de agosto    | Técnico Universitario | 3 - 1     | Universidad Católica |
| 31 de agosto    | Deportivo Cuenca      | 1 - 0     | Santa Rita           |
| 1 de septiembre | Esmeraldas Petrolero  | 2 - 1     | UDJ                  |
| 1 de septiembre | Liga de Quito         | 5 - 0     | Audaz Octubrino      |
| 2 de septiembre | Deportivo Quevedo     | 3 - 2     | Deportivo Saquisilí  |

| Fecha 29        | Fecha 29              | Fecha 29  | Fecha 29             |
| Fecha           | Equipo Local          | Resultado | Equipo Visitante     |
| --------------- | --------------------- | --------- | -------------------- |
| 8 de septiembre | Universidad Católica  | 1 - 4     | Liga de Quito        |
| 8 de septiembre | Santa Rita            | 3 - 1     | Esmeraldas Petrolero |
| 8 de septiembre | Deportivo Saquisilí   | 2 - 0     | Audaz Octubrino      |
| 9 de septiembre | Técnico Universitario | 1 - 1     | Deportivo Cuenca     |
| 9 de septiembre | UDJ                   | 2 - 1     | Deportivo Quevedo    |

| Fecha 30         | Fecha 30             | Fecha 30  | Fecha 30              |
| Fecha            | Equipo Local         | Resultado | Equipo Visitante      |
| ---------------- | -------------------- | --------- | --------------------- |
| 14 de septiembre | Audaz Octubrino      | 1 - 1     | UDJ                   |
| 14 de septiembre | Deportivo Cuenca     | 4 - 0     | Universidad Católica  |
| 15 de septiembre | Esmeraldas Petrolero | 2 - 1     | Técnico Universitario |
| 15 de septiembre | Liga de Quito        | 3 - 1     | Deportivo Saquisilí   |
| 16 de septiembre | Deportivo Quevedo    | 1 - 2     | Santa Rita            |

| Fecha 31         | Fecha 31              | Fecha 31  | Fecha 31             |
| Fecha            | Equipo Local          | Resultado | Equipo Visitante     |
| ---------------- | --------------------- | --------- | -------------------- |
| 21 de septiembre | Técnico Universitario | 2 - 0     | Deportivo Quevedo    |
| 21 de septiembre | Deportivo Cuenca      | 2 - 2     | Esmeraldas Petrolero |
| 22 de septiembre | Universidad Católica  | 1 - 2     | Deportivo Saquisilí  |
| 22 de septiembre | Santa Rita            | 1 - 0     | Audaz Octubrino      |
| 23 de septiembre | UDJ                   | 0 - 1     | Liga de Quito        |

| Fecha 32         | Fecha 32             | Fecha 32  | Fecha 32              |
| Fecha            | Equipo Local         | Resultado | Equipo Visitante      |
| ---------------- | -------------------- | --------- | --------------------- |
| 29 de septiembre | Esmeraldas Petrolero | 1 - 1     | Universidad Católica  |
| 29 de septiembre | Deportivo Saquisilí  | 2 - 0     | UDJ                   |
| 30 de septiembre | Liga de Quito        | 4 - 3     | Santa Rita            |
| 30 de septiembre | Audaz Octubrino      | 3 - 1     | Técnico Universitario |
| 30 de septiembre | Deportivo Quevedo    | 1 - 1     | Deportivo Cuenca      |

| Fecha 33     | Fecha 33              | Fecha 33  | Fecha 33            |
| Fecha        | Equipo Local          | Resultado | Equipo Visitante    |
| ------------ | --------------------- | --------- | ------------------- |
| 5 de octubre | Santa Rita            | 1 - 1     | Deportivo Saquisilí |
| 5 de octubre | Deportivo Cuenca      | 6 - 2     | Audaz Octubrino     |
| 6 de octubre | Universidad Católica  | 1 - 4     | UDJ                 |
| 6 de octubre | Esmeraldas Petrolero  | 2 - 3     | Deportivo Quevedo   |
| 7 de octubre | Técnico Universitario | 0 - 5     | Liga de Quito       |

| Fecha 34      | Fecha 34            | Fecha 34  | Fecha 34              |
| Fecha         | Equipo Local        | Resultado | Equipo Visitante      |
| ------------- | ------------------- | --------- | --------------------- |
| 12 de octubre | Audaz Octubrino     | 2 - 0     | Esmeraldas Petrolero  |
| 13 de octubre | UDJ                 | 2 - 1     | Santa Rita            |
| 13 de octubre | Deportivo Saquisilí | 5 - 1     | Técnico Universitario |
| 14 de octubre | Liga de Quito       | 0 - 0     | Deportivo Cuenca      |
| 14 de octubre | Deportivo Quevedo   | 1 - 1     | Universidad Católica  |

| Fecha 35      | Fecha 35              | Fecha 35  | Fecha 35            |
| Fecha         | Equipo Local          | Resultado | Equipo Visitante    |
| ------------- | --------------------- | --------- | ------------------- |
| 19 de octubre | Deportivo Cuenca      | 1 - 0     | Deportivo Saquisilí |
| 20 de octubre | Universidad Católica  | 1 - 1     | Santa Rita          |
| 20 de octubre | Esmeraldas Petrolero  | 0 - 1     | Liga de Quito       |
| 21 de octubre | Técnico Universitario | 1 - 1     | UDJ                 |
| 21 de octubre | Deportivo Quevedo     | 3 - 2     | Audaz Octubrino     |

| Fecha 36      | Fecha 36            | Fecha 36  | Fecha 36              |
| Fecha         | Equipo Local        | Resultado | Equipo Visitante      |
| ------------- | ------------------- | --------- | --------------------- |
| 27 de octubre | UDJ                 | 2 - 3     | Deportivo Cuenca (SC) |
| 27 de octubre | Deportivo Saquisilí | 3 - 2     | Esmeraldas Petrolero  |
| 27 de octubre | Liga de Quito (C)   | 5 - 0     | Deportivo Quevedo     |
| 27 de octubre | Santa Rita          | 1 - 2     | Técnico Universitario |
| 27 de octubre | Audaz Octubrino     | s/j       | Universidad Católica  |

## Tabla de posiciones
|  |  |     | Equipo                | PJ | PG | PE | PP | GF | GC | DG  | PTS |
|  |  | --- | --------------------- | -- | -- | -- | -- | -- | -- | --- | --- |
|  |  | 1.  | Liga de Quito         | 36 | 22 | 9  | 5  | 75 | 32 | +43 | 75  |
|  |  | 2.  | Deportivo Cuenca      | 36 | 18 | 10 | 8  | 63 | 39 | +24 | 64  |
|  |  | 3.  | Deportivo Saquisilí   | 36 | 18 | 9  | 9  | 66 | 47 | +19 | 63  |
|  |  | 4.  | Técnico Universitario | 36 | 14 | 10 | 12 | 49 | 47 | +3  | 52  |
|  |  | 5.  | Santa Rita            | 36 | 11 | 12 | 13 | 52 | 51 | 0   | 45  |
|  |  | 6.  | Esmeraldas Petrolero  | 36 | 12 | 9  | 15 | 50 | 66 | −16 | 45  |
|  |  | 7.  | Universidad Católica  | 35 | 10 | 8  | 17 | 61 | 60 | +1  | 38  |
|  |  | 8.  | Audaz Octubrino       | 35 | 10 | 8  | 17 | 33 | 54 | −21 | 38  |
|  |  | 9.  | UDJ                   | 36 | 9  | 10 | 17 | 44 | 60 | −16 | 37  |
|  |  | 10. | Deportivo Quevedo     | 36 | 9  | 7  | 20 | 41 | 78 | −37 | 34  |

PJ = Partidos jugados; PG = Partidos ganados; PE = Partidos empatados; PP = Partidos perdidos; GF = Goles a favor; GC = Goles en contra; DG = Diferencia de gol; PTS = Puntos
|  | Campeón, ascendió a la Serie A 2002.    |
|  | Subcampeón, ascendió a la Serie A 2002. |
|  | Descendió a la Segunda Categoría.       |

Fuente: Ecuador 2001 - RSSSF

## Campeón
|                                                                    |
| Liga Deportiva Universitaria 2.° título Ascendió a la Serie A 2002 |
| También ascendió Club Deportivo Cuenca como subcampeón.            |

## Goleadores
| Jugador         | Equipo               | Goles |
| --------------- | -------------------- | ----- |
| Óscar Pacheco   | Liga de Quito        | 27    |
| Johan Wilson    | Universidad Católica | 25    |
| Carlos Quiñónez | Deportivo Cuenca     | 23    |

Fuente: RSSSF - Ecuador 2001 - Goleadores

## Nota
1. ↑  El partido Audaz Octubrino vs. Univerisidad Católica en el Estadio 9 de Mayo de Machala en el cierre de la jornada 36 del Campeonato Ecuatoriano de Fútbol de la Serie B no se jugó por ser de trámite para estos dos equipos, durante el partido este fue cancelado debido al mutuo acuerdo.